# 台灣基督長老教會岡山教會
台灣基督長老教會岡山教會創始於1911年，位於臺灣高雄市岡山區。初始為竹子建造，後改為磚造。1987年因馬路擴建被拆除而遷建至今址，現今禮拜堂落成於1990年，外觀呈寶石形。岡山教會發起人為高再祝醫師夫婦。教會前身為楠梓教會阿公店支會，1921年升格為堂會，正式定名為岡山教會，從1927年至2022年為止，歷任十任牧師，第二任牧師蕭朝金於1947年臺灣二二八事件受難。

## 沿革
台灣基督長老教會岡山教會緣起於1910年，是岡山地區最早的禮拜堂，由臺南府城第一代基督徒高長的四男高再祝醫師及其夫人創設。高再祝醫師1910年開始於阿公店地區（今高雄市岡山區）行醫並傳教，與第一代傳教師張有義於1911年共同推動成立岡山教會的前身楠梓教會阿公店支會。1921年升格為堂會，正式定名為岡山教會:153-155。
岡山教會創建至今共經歷七代傳教師與十任牧師，創設發起人為高再祝醫師與其夫人高許美長老；初代傳教師為張有義（1911年）成立楠梓教會阿公店支會、第二代傳教師郭朝成（1912年）建立竹造禮堂、第三代傳教師謝誠（1914年）改建磚造禮拜堂、第四代傳教師曾振興（1917年）、第五代傳教師黃桃（1918年）為首任女傳教師、第六代傳教師吳從新（1919年）、第七代傳教師張榮茂（1924年）設立主日學。
1921年1月14日後升格為教會，首任牧師為許崑（1927年）訂定教會事工、第二任牧師蕭朝金（1940年）於二二八事件罹難、吳德元傳教師（1947年）致力廣納信徒、第三任牧師邱天登（1951年）籌備分設燕巢教會、第四任牧師周燕全（1956年）注重佈道事工、第五任牧師許文將（1962年）致力於兒童教育、修建禮拜堂、第六任牧師尤正義（1965年）組織岡山各教派、第七任牧師溫惠雄（1969年）、第八任牧師李不易（1981年）設立兩場禮拜（6:30、10:00）、第九任牧師戴智煦（2011年）、第十任牧師蔡維恩主任牧師、葉恆序教育牧師（2015年）。
第二任牧師蕭朝金於二二八事件罹難。其緣由是1947年台灣二二八事件爆發後，3月3日有民間人士前來岡山地區警察局搶奪槍枝，警察也都離開崗位，因此有當地台人前往接管警察局:115,127；適時縱貫鐵道列車往南到岡山車站即停駛，因當時高雄車站已經封閉，所以有若干無法順利繼續往南的青年學生，加入接管警察局的行列。當時，岡山長老教會牧師蕭朝金收容這些暫時無棲身之所的青年學生，因此被認為是協助接管警察局的幫兇:127。3月7日，高雄進入綏靖與清鄉階段，3月10日，蕭朝金牧師被捕，關入岡山警察局拘留所，後來蕭牧師被判處死刑，於3月17日於岡山農校旁之鐵道平交道被槍決:375。一同受難者尚有余仁德、劉登基:127。
為了紀念二二八事件的岡山受難者，1993年2月28日高雄縣（今高雄市）闢建全台首座紀念二二八事件公園，並且豎立二二八和平紀念碑於公園內。

## 建築
岡山教會創建初時以土地租賃方式建造禮拜堂召集信眾。1912年首座禮拜堂以竹子建造，1914年將竹製禮拜堂改為磚造，1932年在首任牧師的帶領下購地建築正式教堂，1977年局部重修，1987年因馬路擴建而被拆除，當時第八任牧師李不易邀請設計師程申生參與規劃設計建造，於1990年完工，是一座足以容納千人以上的建築。
教堂設計者表示設計該座教堂的概念為《哥林多前書》第三章十一節的經句，經句裡所提到黃金、白銀與寶石分別代表信心、愛以及經歷化育過的生活，程申生便以寶石的形狀作為教堂外觀造型的設計，賦予岡山教會建成以後，像寶石一樣發出光芒的期望。:12-14   

## 教會服務

### 事業機構
岡山教會亦成立高雄市育仁社區關愛協會，負責經營社區與教會之間的關係。其下有松年大學以及喜樂兒童週末營，辦理社區關懷、社會扶助等福利服務:158-159。

### 禮拜及聚會
主日有臺語堂和華語堂的崇拜。另有松大幸福人生饗宴、早禱會、青少年團契、頌讚詩班、育仁合唱團、聖歌隊以及敬拜讚美團等聚會。在李不易擔任主任牧師時，參考新加坡堅信浸信教會，引進細胞小組組織，以及開辦兒童週末成長營。

#### 禮拜時間
以下時間以當地時間（臺灣時間）為準
- 主日崇拜 
  - 臺語崇拜 06:30（AM）和 09:00（AM）
  - 華語崇拜 11:10（AM）